# Chrześcijańska Szkoła pod Żaglami
Chrześcijańska Szkoła pod Żaglami – stowarzyszenie z siedzibą w Pelplinie zajmujące się organizowaniem obozów i wypraw żeglarskich, połączonych z wychowywaniem w duchu chrześcijańskim. Rejsy są organizowane pod opieką doświadczonych kapitanów oraz przy udziale kapelana. Pomysłodawcą i urzędującym (według stanu na sierpień 2008) prezesem zarządu jest ksiądz Andrzej Jaskuła, proboszcz parafii w Sośnie. 
Stowarzyszenie zostało zarejestrowane w 1998. Pierwszy rejs oceaniczny zorganizowało tego samego roku. Była to wyprawa wokół Ameryki Południowej na żaglowcu STS Fryderyk Chopin, podczas której opłynięto także Przylądek Horn. Wyprawa otrzymała nagrodę Polskiego Związku Żeglarskiego „Rejs Roku 1999”. 
W 2000 zorganizowano rejs milenijny po Morzu Śródziemnym „śladami pierwszych apostołów i korzeni kultury Europejskiej”.
Od 2001 Stowarzyszenie posiada ośrodek żeglarsko-religijny na chorwackiej wyspie Iž. Można w nim uzyskać patent żeglarski oraz patent sternika jachtowego.
W 2002 szkoła otrzymało jako darowiznę od pułkownika Ryszarda Kuklińskiego jacht, któremu nadano imię Strażnik Poranka.
Corocznie w sezonie organizowane są przez CSpŻ obozy żeglarskie w ośrodku na Iž. Stowarzyszenie planuje organizację rejsu dookoła świata, śladami pielgrzymek Jana Pawła II.